# Joan Francesc Mira
Joan Francesc Mira (Valência, 3 de dezembro de 1939) é um escritor em catalão, antropólogo e sociólogo espanhol. Como tradutor, incluem versões da Divina Comédia (2001) Os Evangelhos (2004) e El tranvía (Le Tramway), Claude Simon.

## Biografia
Em 1959, obteve o grau de bacharel na Universidade Gregoriana, em Roma, e no ano seguinte, também em Roma, formou-se em filosofia pela Universidade Lateranense. Em 1962 formou-se em Filosofia pela Universidade de Valência e doutorado em Filosofia pela mesma universidade em 1971. Mais tarde, ele trabalhou como professor de grego em 1983 e 1991, quando ele conseguiu a cadeira deste material no Universidade Jaime I Castellón, onde desenvolveu sua doutrina.
Em 1999 veio um membro da Instituto de Estudos Catalães.
Em 2009 ele foi premiado com o Prêmio da Crítica de narrativa catalão 2008 por seu trabalho El professor d'historia (O professor d'história).

## Trabalho publicado

### Romance
- El bou de foc (1974)
- El desig dels dies (1981)
- Viatge al final del fred (1983)
- El treballs perduts (1989)
- Borja Papa (1996)
- Purgatori (2002)
- El professor d'història (2008)

### Narrativas
- Quatre qüestions d'amor (1998)
- El cucs de seda (1975)

### Ensaio literário
- Som. Llengua i Literatura (1974)
- Un estudi d'antropologia social al País Valencià: els pobles de Vallalta i Miralcamp (1974)
- Els valencians i la terra (1978)
- Introducció a un País (1980)
- Població i llengua al País Valencià (1981)
- Crítica de la nació pura (1985)
- Hèrcules i l'antropòleg (1994)
- Sense música ni pàtria (1995)
- Sobre la nació dels valencians (1997)
- Cap d'any a Houston (1998)
- Els Borja, familia i mite (2000)

## Prêmios e reconhecimentos
- 1974 Prêmio Andròmina de narrativa.
- 1984 Prêmio Joan Fuster de ensayo.
- 1984 Prêmio de la crítica Serra d'Or.
- 1985 Letra de Oro al mejor libro del año.
- 1985 Prêmio Creu de Sant Jordi.
- 1996 Prêmio Joan Crexells-Ateneu Barcelonés.
- 1996 Prêmio Nacional de la Crítica, por Borja papa.
- 2000 Prêmio de la crítica Serra d’Or de traducción.
- 2001 Medalha de Ouro da Ciudad de Florencia.
- 2001 Prêmio Nacional de Traducción.
- 2002 Prêmio Sant Jordi de romance.
- 2003 Prêmio Nacional de la Crítica, por Purgatori.
- 2004 Premi d'Honor de les Lletres Catalanes.
- 2007 Prêmio Jaume Fuster[3]
- 2008 Premio de la Crítica de narrativa catalana.